# Jajolika baršunka
Baršunka  (lat. Lagurus), monotipski rod jednogodišnjeg raslinja iz porodice travovki, dio potporodice Pooideae. Porijeklom je iz mediteranskog bazena i obližnjih regija, od Madeire i Kanarskih otoka do Krima i Saudijske Arabije. Također je naturalizirana u Australiji, Novom Zelandu, Azorima, Irskoj i Velikoj Britaniji, te raštrkanim lokacijama u Americi.
Jedina poznata vrsta je Lagurus ovatus, ukrasna trava poznata u Hrvatskoj kao jajolika baršunka ili zečji repić, zečji rep. Tražena je među vrtlarima i dizajnerima krajolika, uzgaja se kao ukrasna biljka zbog svojih atraktivnih cvjetnih metlica.

## Opis
Lagurus ovatus je jednogodišnja biljka koja formira grmove i naraste do 50 cm (20 visok 30  visok, s blijedozelenim travnatim lišćem i brojnim kratkim, ovalnim zelenim cvjetnim glavicama, koje poprimaju žućkastu boju kako sazrijevaju, cijelo ljeto.
- L. ovatus
- L. ovatus
- L. ovatus
- Sjeme L. ovatus

## Dijagnostičke značajke
- Osje 8–20 mm
- Listovi i ovojnice su blago dlakavi
- Metlica 1–7 × 0,5–2 cm
- Klasčići 7-10 mm
- Stabljike rastu uspravno, do 60 cm
- Broj kromosoma je (2 n = 14)

## Rasprostranjenost
Porijeklom iz Mediterana, a unesena u Britaniju, sada uspijeva na pješčanim dijelovima otoka Guernsey i Jersey, a povremeno se nalazi u Irskoj i južnom Walesu . Naturalizirao se u okrugu Wexford u Irskoj, Južnom Devonu i Zapadnom Sussexu.
Poznato je ili je vjerojatno da je ova biljka osjetljiva na bimovirus blagog mozaika ječma.

## Vrste
Rod je monotipičan, a vrste koje su se nekada smatrale dijelom roda Lagurus, ali se sada smatraju prikladnijima za druge rodove (Cymbopogon, Imperata) su:
- Lagurus cylindricus – Imperata cylindrica
- Lagurus paniculatus – Cymbopogon nardus
- Lagurus schoenanthus – Cymbopogon schoenanthus

## Varijeteti
Postoje 3 varijeteta:
- Lagurus ovatus var. nanus Guss.;  Portugal; Španjolska; Baleari; Lampedusa; Kreta; etc.
- Lagurus ovatus var. subglaber H.Scholz, Španjolska, Alžir
- Lagurus ovatus var. vestitus Messeri; Španjolska; Baleari; Italija; Grčka; Kreta; Maroko; Alžir; Libija